# Serbokroaten
Die Bezeichnung Serbokroaten war Ende des 19./Anfang des 20. Jahrhunderts zeitweise als gemeinsame Bezeichnung für Serben und Kroaten (einschließlich der Bosniaken und der Montenegriner) im Gebrauch. Sie beruhte auf der Theorie, wonach die Existenz einer gemeinsamen Serbokroatischen Sprache notwendigerweise auch die Existenz eines gemeinsamen Volkes impliziere. Diese Theorie hatte sich unter anderem infolge der Bestrebungen des Illyrismus verbreitet, die südslawischen Völker zu vereinen. 
Der Begriff Serbokroaten wurde damals auch in Statistiken verwendet. In der Nationalitätenstatistik der österreichischen Reichshälfte der Habsburger Doppelmonarchie Österreich-Ungarn wurden alle Einwohner mit serbokroatischer Muttersprache als Serbokroaten klassifiziert. In der ungarischen Reichshälfte und dazu gehörte auch Kroatien, wurden Serben und Kroaten hingegen offiziell getrennt voneinander aufgelistet.
Der 1918 gegründete jugoslawische Staat klassifizierte seinen südslawischen Einwohner je nach Muttersprache als Serbokroaten oder Slowenen.
Im zweiten Jugoslawien nach 1945 wurden Serben und Kroaten als getrennte Volksgruppen aufgeführt, außerdem wurden später auch die Montenegriner und die Bosniaken (unter der Bezeichnung Muslime) als eigenständige Volksgruppen anerkannt. Vom Begriff Serbokroaten blieb nur das Festhalten an einer möglichst einheitlichen Sprachnorm der Serbokroatischen Sprache mit unterschiedlichen Dialekten bestehen.